# Bryan Head
Bryan Head ist ein US-amerikanischer Schauspieler.

## Leben
Head debütierte 2012 in einer Nebenrolle im Film Jackie – Wer braucht schon eine Mutter. Im selben Jahr folgte eine der Hauptrollen im Kurzfilm Placed und eine Episodenrolle in der Fernsehserie Longmire. 2013 war er im Kurzfilm Among the Dust of Thieves und im Spielfilm Odd Thomas zu sehen. Im selben Jahr übernahm er außerdem die Rolle des Johnny Sims im Katastrophenfilm Hypercane an der Seite von Casper Van Dien. 2014 übernahm er eine Episodenrolle in der Fernsehserie Manhattan.

## Filmografie (Auswahl)
- 2012: Jackie – Wer braucht schon eine Mutter (Jackie)
- 2012: Placed (Kurzfilm)
- 2012: Longmire (Fernsehserie, Episode 1x10)
- 2013: Among the Dust of Thieves (Kurzfilm)
- 2013: Hypercane (500 MPH Storm)
- 2013: Odd Thomas
- 2014: Manhattan (Fernsehserie, Episode 1x04)